# برون‌مرکزی (هندسه)

مقاطع مخروطی، به ترتیب افزایش برون‌مرکزی‌شان مرتب شده‌اند. توجه شود که انحنا با برون‌مرکزی رابطه عکس دارد. دایره کمترین برون مرکزی و بیشترین انحنا و خط راست بیشترین برون مرکزی و کمترین انحنا را داراست.

در علم ریاضیات و هندسه، برون‌مرکزی یا خروج از مرکز برابر با نسبت نیم فاصله کانونی به نیم قطر بزرگ در مقاطع مخروطی مانند دایره و بیضی است. برون‌مرکزی، انحراف یک مقطع مخروطی را از دایره بودن می‌سنجد. خروج از مرکز را با e نشان می‌دهند.
به طور خاص:
- برون‌مرکزی بیضی بین ۰ تا ۱ است. در صورت ۰ بودن، مقطع دایره است.
- برون‌مرکزی سهمی ۱ است.
- برون‌مرکزی هذلولی بیشتر از ۱ است.

در صورتی که خروج از مرکز دو مقطع مخروطی یکسان باشد آن دو مقطع یکسانند (و برعکس).

## تعریف
هریک از مقاطع مخروطی می‌توانند بدین‌گونه تعریف شوند: مکان هندسی نقاطی که فاصلهٔ آنها از یک نقطه (کانون) و یک خط (هادی) دارای نسبتی ثابت باشند. این نسبت، خروج از مرکز است و با e نمایش می‌یابد.
اگر یک صفحه، مخروطی را در زوایای مختلف قطع کند، برون‌مرکزی برابراست با:
{\displaystyle e={\frac {\sin \alpha }{\sin \beta }}}
که در آن آلفا زاویه صفحه با افق و بتا زاویه بین مخروط و افق است.
در حالت دیگر، خروج از مرکز برابر است با c تقسیم بر a که c نصف فاصلهٔ بین دو کانون است و a اندازهٔ قطر بزرگ.

## اندازه‌های مرجع
| مقطع مخروطی | معادله                                                          | خروج از مرکز (e)                                   | خروج از مرکز خطی (c)                  |
| ----------- | --------------------------------------------------------------- | -------------------------------------------------- | ------------------------------------- |
| دایره       | {\displaystyle x^{2}+y^{2}=r^{2}}                               | ۰                                                  | ۰                                     |
| بیضی        | {\displaystyle {\frac {x^{2}}{a^{2}}}+{\frac {y^{2}}{b^{2}}}=1} | {\displaystyle {\sqrt {1-{\frac {b^{2}}{a^{2}}}}}} | {\displaystyle {\sqrt {a^{2}-b^{2}}}} |
| سهمی        | {\displaystyle y^{2}=4ax}                                       | ۱                                                  | {\displaystyle a}                     |
| هذلولی      | {\displaystyle {\frac {x^{2}}{a^{2}}}-{\frac {y^{2}}{b^{2}}}=1} | {\displaystyle {\sqrt {1+{\frac {b^{2}}{a^{2}}}}}} | {\displaystyle {\sqrt {a^{2}+b^{2}}}} |

a برابر با نصف قطر بزرگ و b برابر با نصف قطر کوچک است.